# Leptonema ramosum
Leptonema ramosum là một loài Trichoptera trong họ Hydropsychidae. Chúng phân bố ở vùng Tân nhiệt đới.